# Blue Panorama Airlines

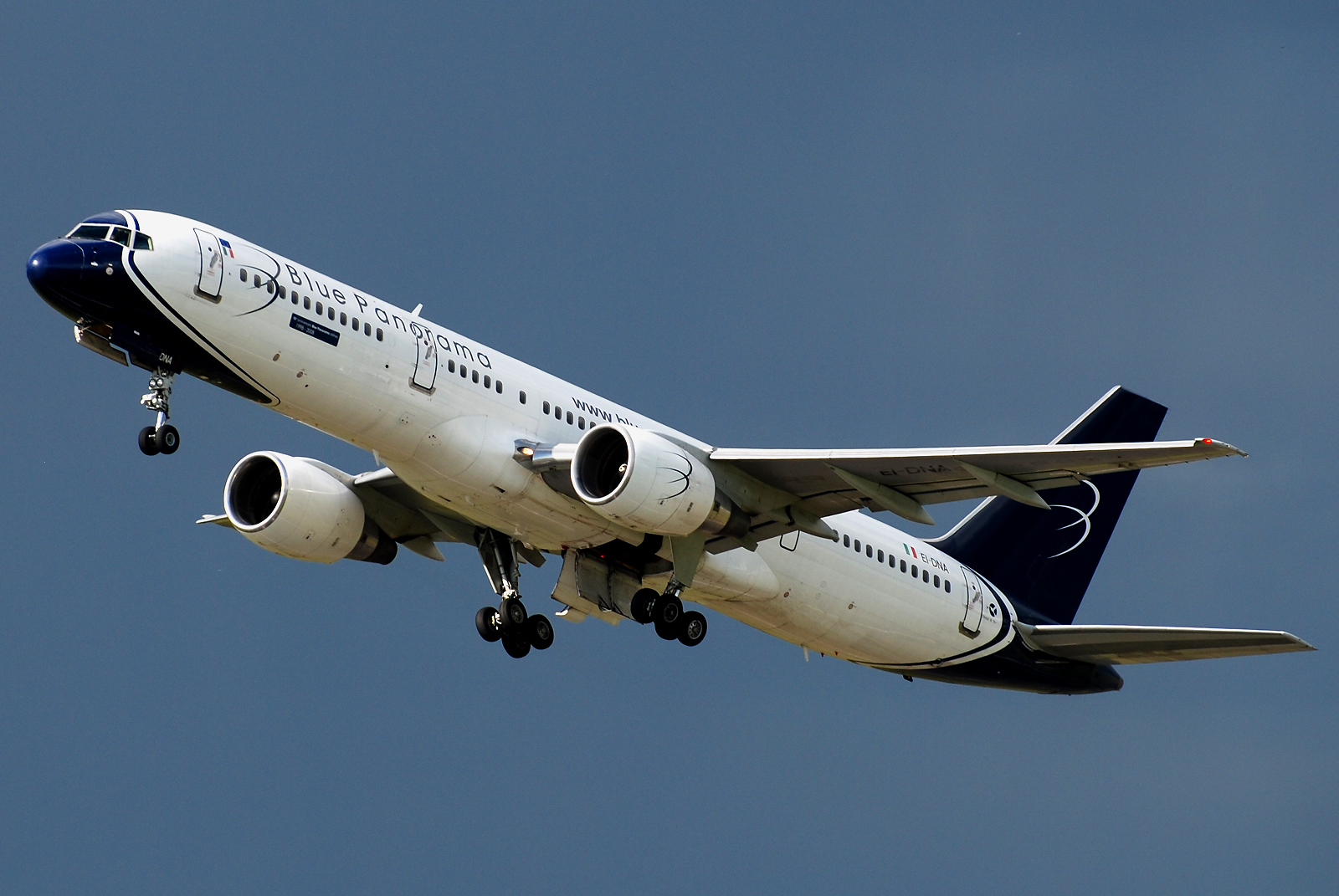
Boeing 757-200 авиакомпании Blue Panorama покидает аэропорт Эдинбурга, Шотландия. (2009)

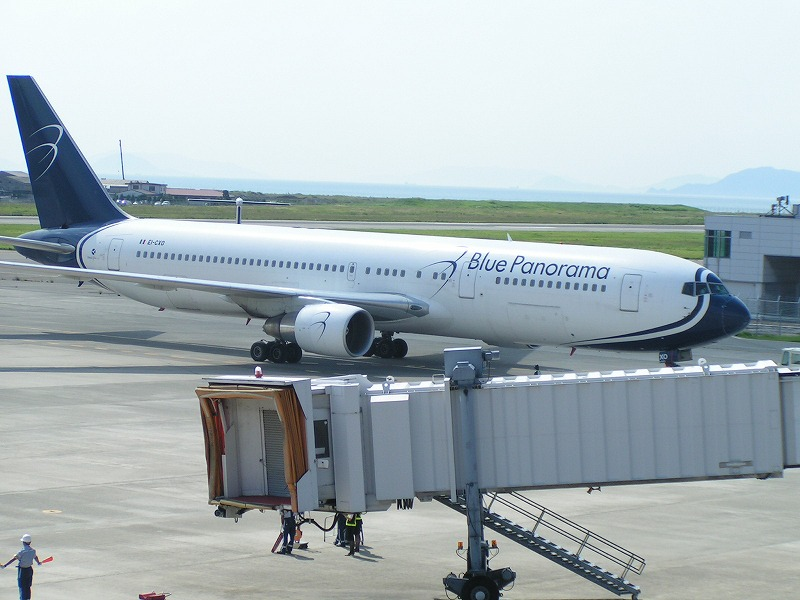
Boeing 767-300ER авиакомпании Blue Panorama в аэропорту Мацуяма, Япония. (2006)

Blue Panorama Airlines S.p.A. — итальянская авиакомпания, базирующаяся в Риме. Это частная авиакомпания. выполняющая регулярные и чартерные перевозки из Италии по разным международным направлениям. Её основной базой является римский Международный аэропорт имени Леонардо да Винчи (для рейсов под брендом Blu-express) и миланский аэропорт Мальпенса для ближне-, средне- и дальнемагистральных регулярных и чартерных перевозок.

## История
Авиакомпания была основана в 1998 году бизнесменом Franco Pecci и начала полёты в декабре того же года. Её собственниками являются Distal & Itr Group (66,6 %) и Franco Pecci (33,4 %). Она оперирует бюджетной авиакомпанией Blu-express как подразделением, полным собственником которого является Franco Pecci.

## Банкротство
В октябре 2012 года руководство авиакомпании подала заявку в итальянское управление гражданской авиации о банкротстве с целью реструктуризации бизнеса. 23 октября заявка была удовлетворена. При этом у авиакомпании была отозвана действующая лицензия и выдана временная сроком на 12 месяцев с ежемесячной проверкой состояния. Несмотря на текущие изменения компания продолжает выполнять полёты в обычном режиме.

## География полётов
Blue Panorama Airlines выполняет как регулярные, так и чартерные (по туристическим направлениям) рейсы. На февраль 2010 года регулярные перевозки выполнялись дочерней бюджетной авиакомпанией Blu-express по следующим направлениям:
- Франция
  - Ницца — Ницца Лазурный Берег
- Греция
  - Миконос — Mykonos Island National Airport
- Италия
  - Кальяри — Кальяри (аэропорт)
  - Катания — Катания (аэропорт)
  - Генуя — Международный аэропорт имени Христофора Колумба
  - Ламеция Терме — Lamezia Terme Airport
  - Лампедуза — Lampedusa Airport
  - Милан — Мальпенса
  - Ольбия — Ольбия
  - Палермо — Палермо
  - Пантеллерия — Пантеллерия
  - Рим — Международный аэропорт имени Леонардо да Винчи
  - Турин — Turin Caselle Airport
  - Верона — Верона
- Россия
  - Санкт-Петербург — аэропорт Пулково (терминал 2)
  - Москва — Международный аэропорт Домодедово
- Турция
  - Стамбул — Международный аэропорт имени Сабихи Гёкчен

### Код-шеринг
Blue Panorama Airlines имеет код-шеринговые соглашения со следующими авиакомпаниями:
- Румыния: Blue Air
- Куба: Cubana de Aviación

## Флот
Флот авиакомпании Blue Panorama состоит из следующих самолётов (на 10 августа 2010 года):

На март 2010 года средний возраст самолётов парка Blue Panorama Airlines составлял 15,5 лет.